# ريتشموند (تكساس)
ريتشموند (بالإنجليزية: Richmond)‏ هي مدينة أمريكية تقع في ولاية تكساس.تبلغ مساحة هذه المدينة 10.2 (كم²)،ويبلغ عدد سكانها 11081 نسمة حسب إحصاء سنة 2010 م. تشير إحصاءات سنة 2000م بأن الكثافة السكانية في هذه المدينة تقدر بـ(1148.8) نسمة/كم2.

## التركيبة السكانية
حدّد مكتب تعداد الولايات المتحدة بيانات التركيبة السكانية لريتشموند في تعداد الولايات المتحدة. في ما يلي، التركيبة السكانية حسب تعدادي 2000 و2010.

### تعداد عام 2000
بلغ عدد سكان ريتشموند 11,081 نسمة بحسب تعداد عام 2000، وبلغ عدد الأسر 3,413 أسرة وعدد العائلات 2,629 عائلة مقيمة في المدينة. في حين سجلت الكثافة السكانية 963.6 نسمة لكل كيلومتر مربع (2,495.7/ميل2). وبلغ عدد الوحدات السكنية 3,595 وحدة بمتوسط كثافة قدره 312.6 لكل كيلومتر مربع (809.6/ميل2).
وتوزع التركيب العرقي للمدينة بنسبة 51.20% من البيض و13.55% من الأمريكيين الأفارقة و0.63% من الأمريكيين الأصليين و0.53% من الأمريكيين ذوي الأصول الآسيوية و0.07% من سكان جزر المحيط الهادئ و31% من الأعراق الأخرى و3.01% من عرقين مختلطين أو أكثر و58.71% من الهسبانيون أو اللاتينيون من أي عرق.
بلغ عدد الأسر 3,413 أسرة كانت نسبة 46.9% منها لديها أطفال تحت سن الثامنة عشر تعيش معهم، وبلغت نسبة الأزواج القاطنين مع بعضهم البعض 53.6% من أصل المجموع الكلي للأسر، ونسبة 16.4% من الأسر كان لديها معيلات من الإناث دون وجود شريك، بينما كانت نسبة 7% من الأسر لديها معيلون من الذكور دون وجود شريكة وكانت نسبة 23% من غير العائلات. تألفت نسبة 18.7% من أصل جميع الأسر من عدة أفراد يعيشون في نفس المنزل ونسبة 6.7% كانت تتألف من شخص يعيش بمفرده يبلغ من العمر 65 عاماً أو أكثر. وبلغ متوسط حجم الأسرة المعيشية 3.16، أما متوسط حجم العائلات فبلغ 3.60.
بلغ العمر الوسطي للسكان 29.6 عاماً. وكانت نسبة 30.8% من القاطنين تحت سن الثامنة عشر، وكانت نسبة 11% بين الثامنة عشر والرابعة والعشرين عاماً، ونسبة 28.4% كانت واقعةً في الفئة العمرية ما بين الخامسة والعشرين والرابعة والأربعين عاماً، ونسبة 18.6% كانت ما بين الخامسة والأربعين والرابعة والستين، ونسبة 8.6% كانت ضمن فئة الخامسة والستين عاماً فما فوق. يوجد لكل 100 أنثى 99.0 ذكر، ويوجد لكل 100 أنثى في الثامنة عشر من عمرها فما فوق 97.9 ذكر.
بلغ متوسط دخل الأسرة في المدينة 34,888 دولارًا، أما متوسط دخل العائلة فبلغ 35,801 دولارًا. وكان متوسط دخل الذكور 27,457 دولارًا مقابل 22,723 دولارًا للإناث. وسجل دخل الفرد الخاص بالمدينة 15,195 دولارًا. وكانت نسبة 17% من العائلات ونسبة 20% من السكان تحت خط الفقر، وكان من هؤلاء نسبة 30.6% تحت سن الثامنة عشر ونسبة 12.9% في الخامسة والستين من العمر وما فوق.

### تعداد عام 2010
بلغ عدد سكان ريتشموند 11,679 نسمة بحسب تعداد عام 2010، وبلغ عدد الأسر 3,517 أسرة وعدد العائلات 2,607 عائلة مقيمة في المدينة. في حين سجلت الكثافة السكانية 1,015.6 نسمة لكل كيلومتر مربع (2,630.4/ميل2). وبلغ عدد الوحدات السكنية 3,801 وحدة بمتوسط كثافة قدره 330.5 لكل كيلومتر مربع (856.0/ميل2).
وتوزع التركيب العرقي للمدينة بنسبة 60.56% من البيض و17.99% من الأمريكيين الأفارقة و0.87% من الأمريكيين الأصليين و1.04% من الأمريكيين ذوي الأصول الآسيوية و0.03% من سكان جزر المحيط الهادئ و17.02% من الأعراق الأخرى و2.48% من عرقين مختلطين أو أكثر و55.42% من الهسبانيون أو اللاتينيون من أي عرق.
بلغ عدد الأسر 3,517 أسرة كانت نسبة 40.7% منها لديها أطفال تحت سن الثامنة عشر تعيش معهم، وبلغت نسبة الأزواج القاطنين مع بعضهم البعض 46.9% من أصل المجموع الكلي للأسر، ونسبة 19.9% من الأسر كان لديها معيلات من الإناث دون وجود شريك، بينما كانت نسبة 7.3% من الأسر لديها معيلون من الذكور دون وجود شريكة وكانت نسبة 25.9% من غير العائلات. تألفت نسبة 21.1% من أصل جميع الأسر من عدة أفراد يعيشون في نفس المنزل ونسبة 7.3% كانت تتألف من شخص يعيش بمفرده يبلغ من العمر 65 عاماً أو أكثر. وبلغ متوسط حجم الأسرة المعيشية 2.96، أما متوسط حجم العائلات فبلغ 3.44.
بلغ العمر الوسطي للسكان 31.9 عاماً. وكانت نسبة 27% من القاطنين تحت سن الثامنة عشر، وكانت نسبة 11.9% بين الثامنة عشر والرابعة والعشرين عاماً، ونسبة 27.6% كانت واقعةً في الفئة العمرية ما بين الخامسة والعشرين والرابعة والأربعين عاماً، ونسبة 22.1% كانت ما بين الخامسة والأربعين والرابعة والستين، ونسبة 11.3% كانت ضمن فئة الخامسة والستين عاماً فما فوق. وتوزع التركيب الجنسي للسكان بنسبة 52.9% ذكور و47.1% إناث.

## معرض صور

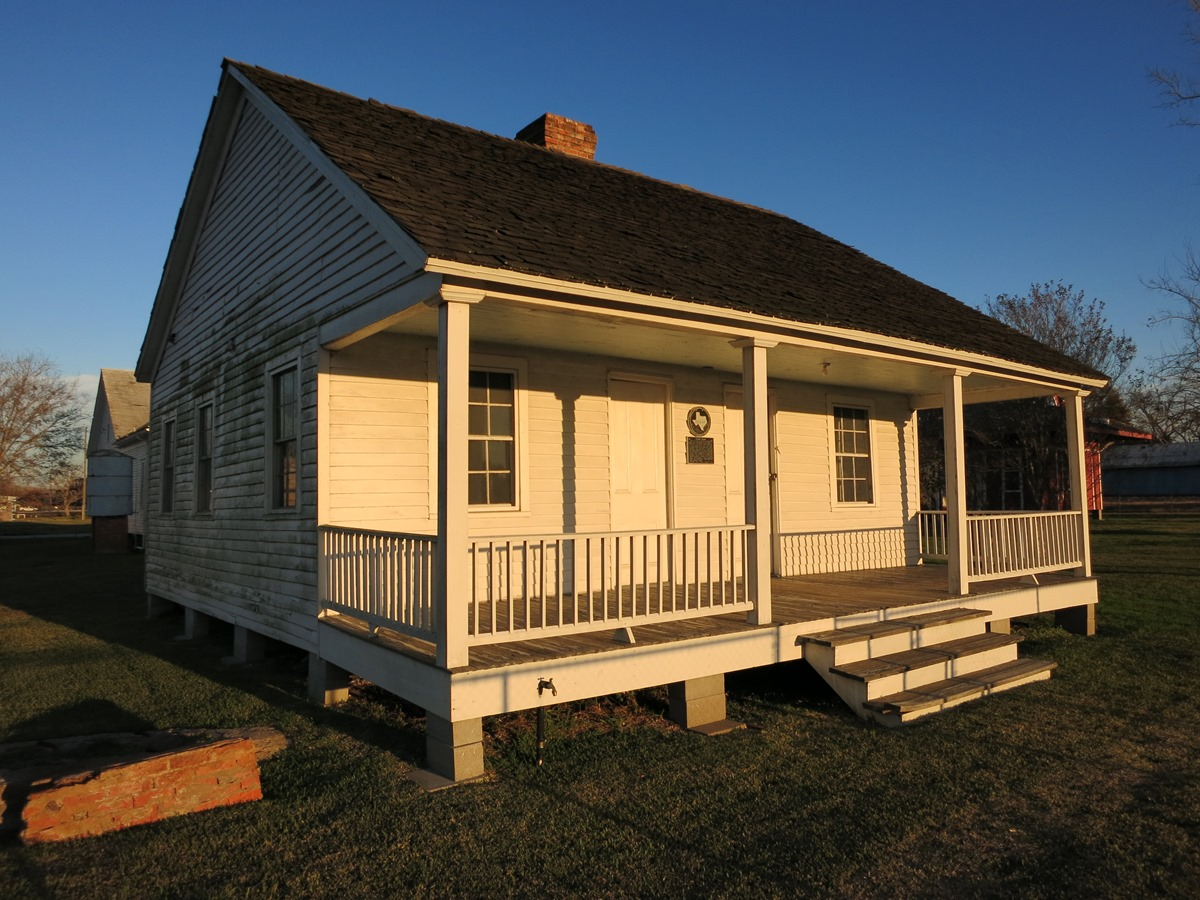
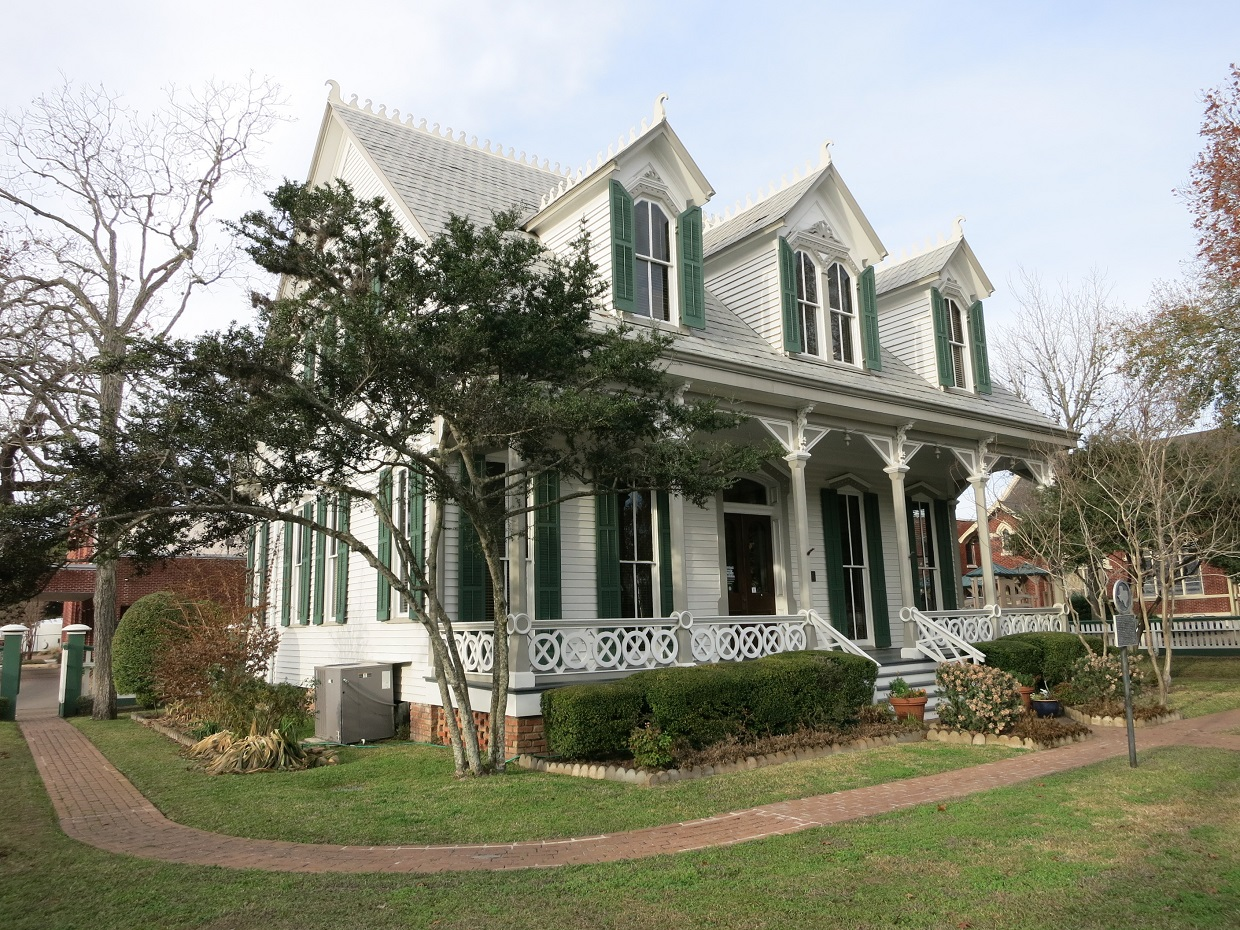
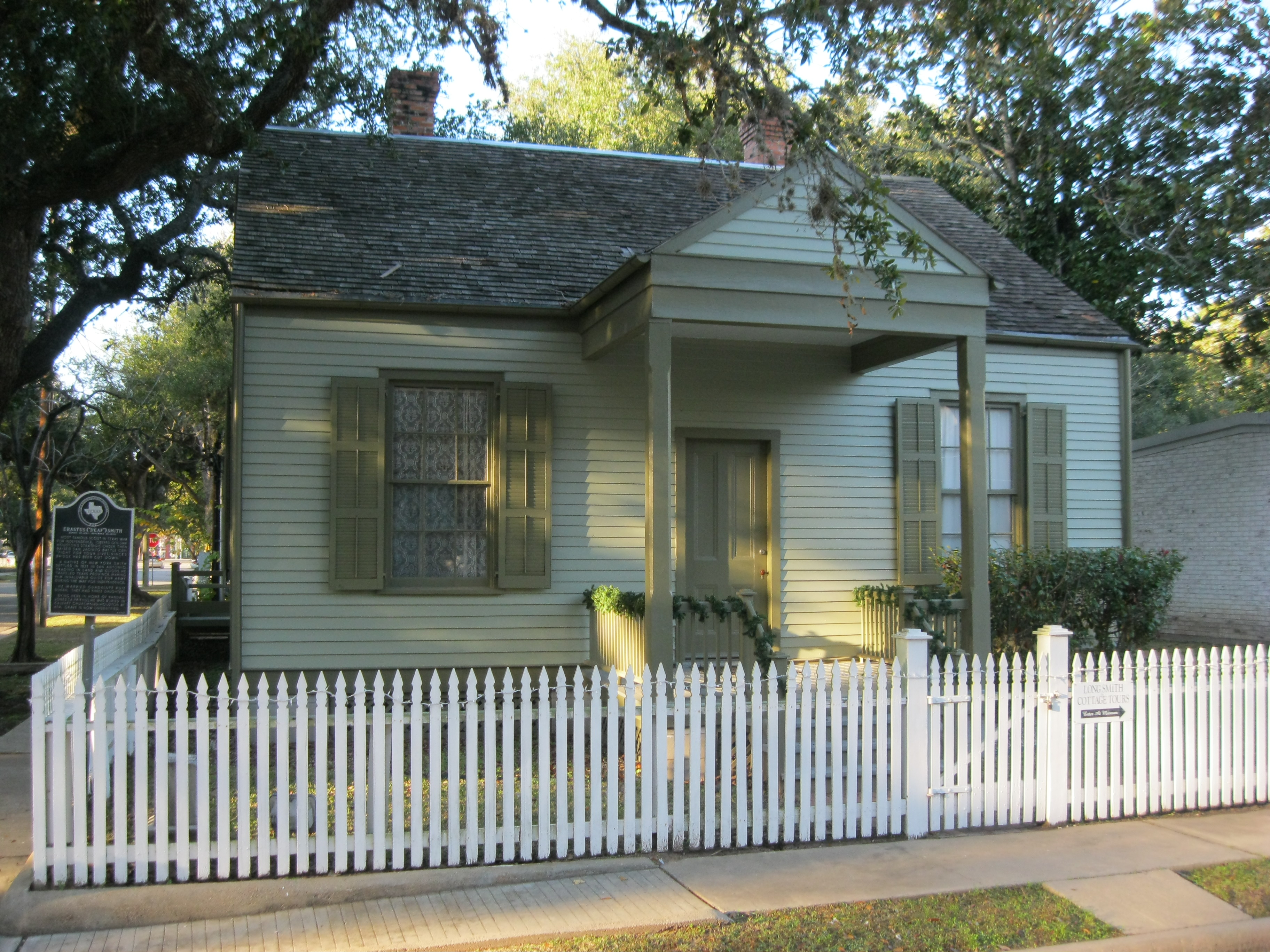
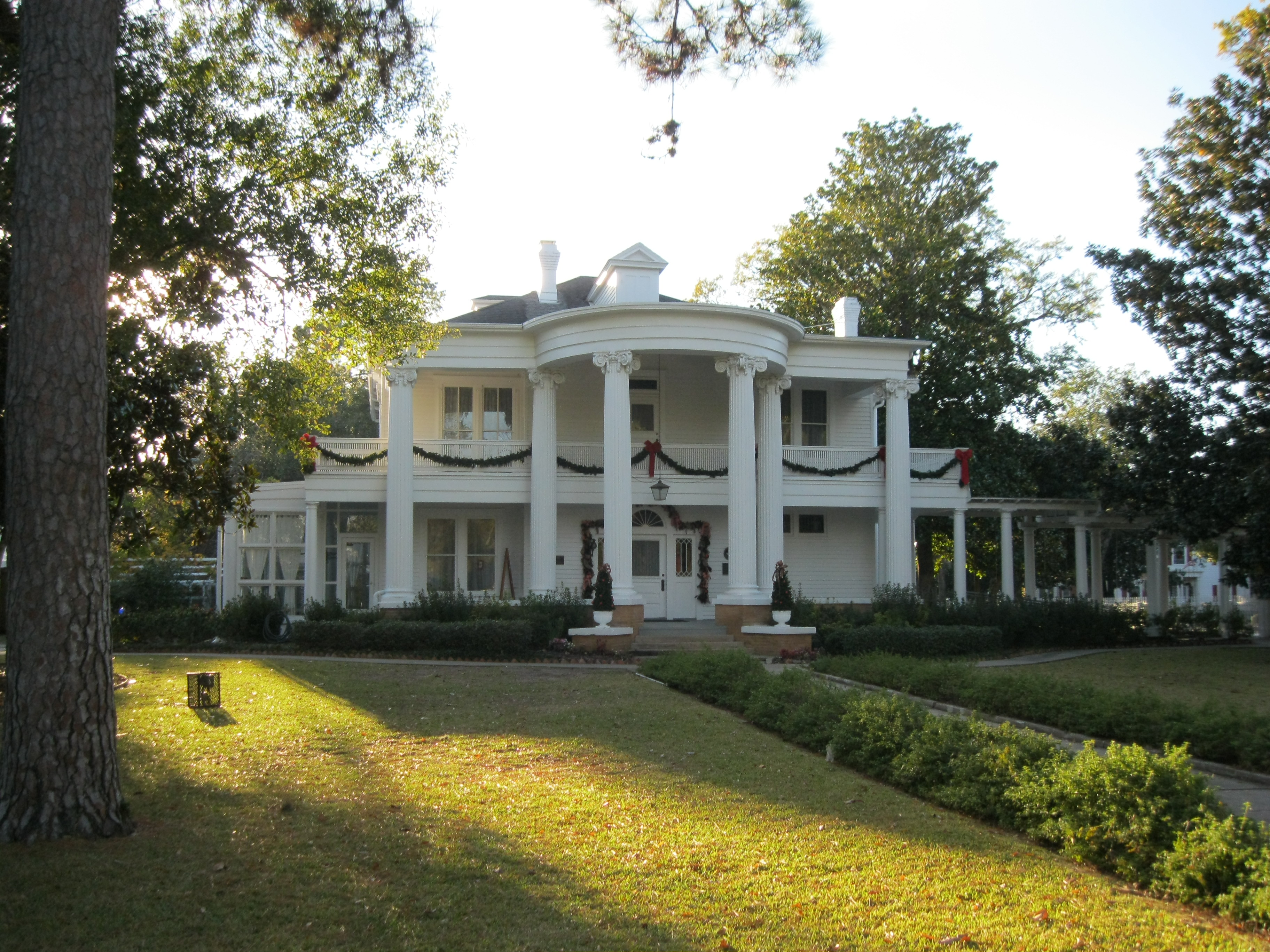

## أعلام
- والتر موسى بورتون
- ميرابو بي لامار
- ميخائيل لويس
- جيمس فروتشن
- جيمس رودجرز